# Isacia conceptionis
La cabinza (Isacia conceptionis) (ocasionalmente escrito como cavinsa o cavinza), es la única especie del género Isacia, un pez marino de la familia de los haemúlidos, distribuido por la costa americana del océano Pacífico, desde Lobos de Afuera (Perú) hasta Talcahuano (Chile). También se ha constatado su presencia en Nicaragua.
Esta especie da nombre a un conjunto de islotes (islas Cavinzas) frente a la costa del Callao, actualmente protegidas como reserva biológica.

## Descripción
La longitud máxima es de 60 cm. Debe tratarse de una medida excepcional, porque de una muestra de 594 ejemplares investigada en 1962, solo uno alcanzó los 35 cm.  En ese estudio, los ejemplares de 5 años de edad resultaron medir unos 24 cm y pesar en torno a 183 g. Su talla continúa aumentando a lo largo de su vida, aunque la tasa de crecimiento se reduce con la edad desde el quinto año.
La descripción anatómica que figura en EcuRed sobre esta especie es la siguiente:
- Pez de cuerpo fusiforme, moderadamente comprimido y alto.
- Aleta dorsal larga con una profunda incisión en forma de V.
- Aleta pectoral larga que alcanza la proyección media de la dorsal.
- Aleta anal corta precedida por tres espinas y desplazada hacia el tercio posterior del cuerpo.
- Los ejemplares adultos son de color gris plateado en los flancos, con el dorso más oscuro.

## Hábitat y biología
Se trata de una especie abundante, aunque su población sufre fuertes fluctuaciones y en especial una importante disminución durante el fenómeno de El Niño.
Suele vivir en ambiente bentopelágico marino, sobre fondos de arena o de roca, a poca profundidad (entre 0 y 50 metros), abundando en zonas donde pueda ocultarse entre las rocas, donde se alimentan fundamentalmente de crustáceos, gusanos poliquetos y de algas. Desova en primavera y verano.

## Importancia como recurso
Tiene cierta importancia comercial como especie pesquera, con un promedio de 2740 toneladas año en Perú en el período 2000-2005. Según el Instituto del Mar del Perú (Imarpe), el rango de tallas en captura es 11-33 cm, con un promedio de 19,9 cm y una moda de 20 cm. Las medidas de las capturas que ofrece este organismo oficial peruano delatan un inclumplimiento masivo de la norma legal R.M. N° 209-2001-PE, que establece una talla mínima de 21 cm (±10% de tolerancia) para la cabinza.
La cabinza (bajo la ortografía cavinsa) ya aparece citada como especie pesquera en Chile en 1756.
Como alimento tiene una carne abundante, fina y sabrosa, muy apta para frituras, parrilladas y cebiches, con una concentración de 2,5 mg/100 g de vitamina C, 60 mg/100 g de calcio y 2,4 mg/100 g de hierro. A pesar de su calidad, por su abundancia, talla de captura y gestión comercial, se trata de un pescado relativamente barato.